# Liste der Universitäten in Arkansas
Liste von Universitäten und Colleges im US-Bundesstaat Arkansas:

## Staatliche Hochschulen
- Arkansas State University System
  - Arkansas State University
- Arkansas Tech University
- Henderson State University
- Southern Arkansas University
- University of Arkansas System
  - University of Arkansas
  - University of Arkansas – Fort Smith
  - University of Arkansas at Little Rock
  - University of Arkansas at Monticello
  - University of Arkansas at Pine Bluff
  - University of Arkansas for Medical Sciences
- University of Central Arkansas

## Private Hochschulen
- Arkansas Baptist College
- Central Baptist College
- Harding University
- Hendrix College
- John Brown University
- Lyon College
- Ouachita Baptist University
- Philander Smith College
- University of the Ozarks
- Williams Baptist College